# La Grange (Kentucky)
Pour les articles homonymes, voir La Grange.
La ville de La Grange est le siège du comté d’Oldham, dans le Commonwealth du Kentucky, aux États-Unis. Sa population s’élevait à 8 082 habitants lors du recensement de 2010, estimée à 8 722 habitants en 2016. C’est la ville la plus peuplée du comté.
Cette ville a pour particularité d'avoir une ligne de train de marchandises qui circule sur la rue principale, Main Street.